# Vulcão Kaimondake
O  vulcão Kaimondake (開聞岳, Kaimondake), situa-se na região vulcânica de Ibusuki no sul de Kyushu, Japão. Este vulcão consiste num estratovulcão de base e um pequeno vulcão central. Eleva-se 924 metros acima do nível do mar e teve a sua última erupção em 885. É também conhecido como o 'Fuji de Satsuma'.

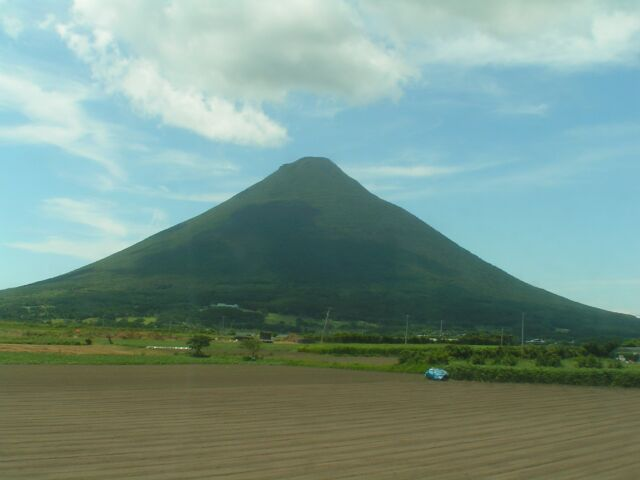
O monte visto da linha de comboio
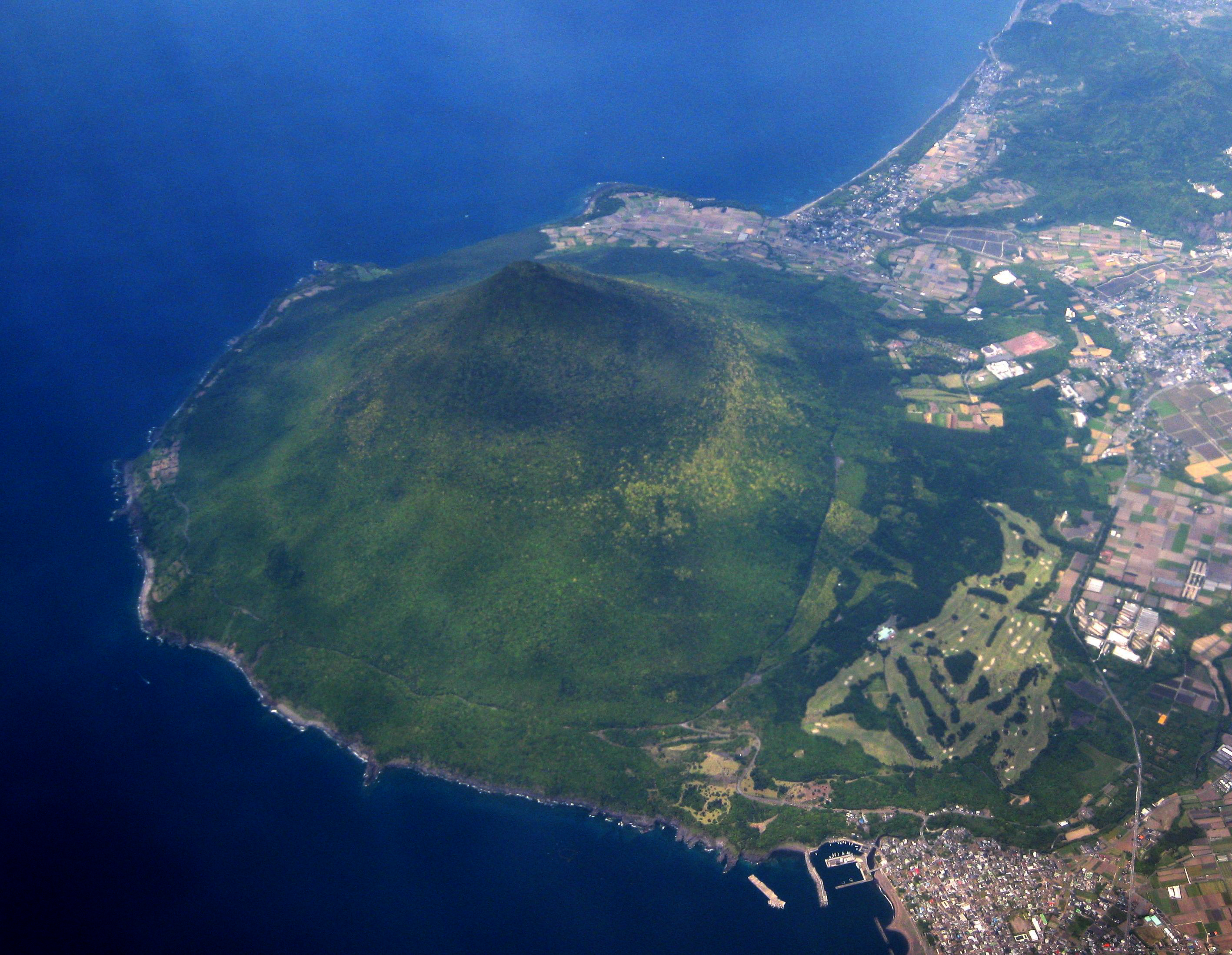
Fotografia aérea
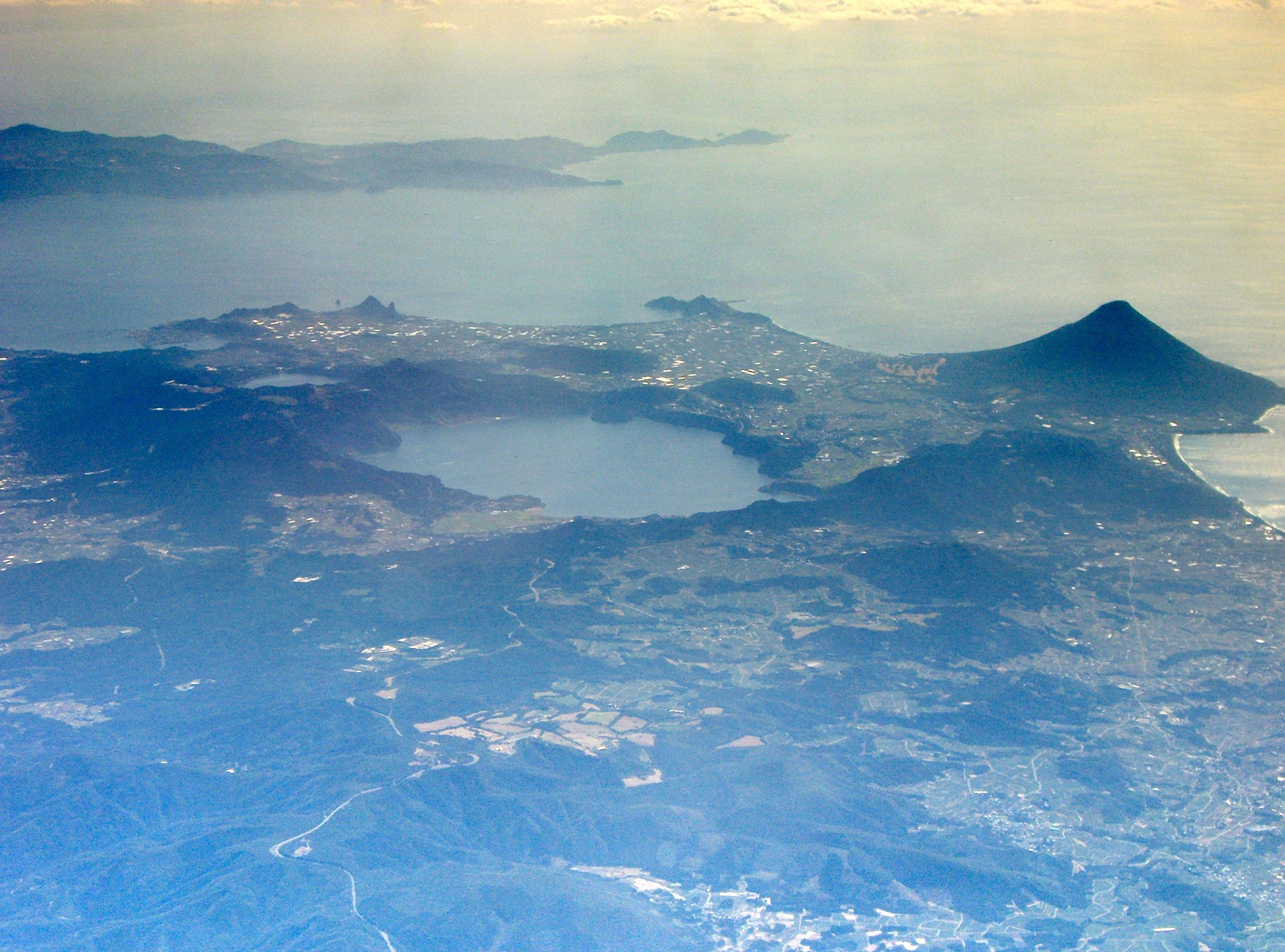
O vulcão e o Lago Ikeda